# Lacinipolia consimilis
Lacinipolia consimilis là một loài bướm đêm trong họ Noctuidae.